# Willem Vermeend
Wilhelmus Adrianus Franciscus Gabriël (Willem) Vermeend (Zuilen, 21 december 1948) is een Nederlands fiscaal jurist, bestuurder en voormalig politicus. Van 1984 tot 2002 was Vermeend achtereenvolgens Tweede Kamerlid, staatssecretaris en minister. Sinds 2006 is hij hoogleraar, eerst aan de Universiteit Maastricht en sinds 2014 aan de Open Universiteit. Daarnaast vervult hij een reeks commissariaten.

## Onderwijs
Vermeend begon zijn carrière in 1975 als universitair docent. In 1991 werd hij hoogleraar. Nadat hij de politiek verliet, werd hij eerst opnieuw docent fiscaal recht aan de Universiteit Leiden. Vervolgens werd hij bijzonder hoogleraar Europees belastingrecht aan de Universiteit Maastricht. Van 2006 tot 2010 was hij naast hoogleraar recht ook hoogleraar Europees fiscaal recht en fiscale economie aan dezelfde universiteit. In 2014 werd Vermeend aangesteld als hoogleraar bij de Open Universiteit.

## Politieke loopbaan
Vermeend was in de periode 1984-1994 Tweede Kamerlid voor de PvdA. In die periode diende hij 9 initiatiefwetsvoorstellen in. De bekendste zijn de spaarloonregeling en de fiscale regeling voor groene beleggingen en groene investeringen.
Van 22 augustus 1994 tot 24 maart 2000 was hij staatssecretaris van Financiën en daarna tot 22 juli 2002 minister van Sociale Zaken en Werkgelegenheid.

## Commentator
Sinds 2002 schrijft Vermeend in dagblad De Telegraaf een column over met name financieel-economische actualiteiten.
In 2011 en 2012 was hij politiek commentator bij de WNL-televisieprogramma's Ochtendspits, Vandaag de dag en Half 8 live!.

## Commissariaten en bestuursfuncties
Willem Vermeend is of was commissaris bij:
- Randstad Holding NV (per 2003)
- AFAB Holding NV (april 2006 tot 13 oktober 2009,[1] Vermeend vertrok nadat het bedrijf in opspraak kwam)
- N.V. Industriebank, de voorloper van het Limburgs Instituut voor OntwikkelingsFinanciering (LIOF)
- Maison van den Boer B.V.
- Free Record Shop Holding B.V.
- Imtech N.V. (per 10 april 2007)
- Mitsubishi Motors Europe B.V.
- Koninklijke Rotra B.V.
- Jitscale B.V.

Daarnaast bekleedt hij een bestuursfunctie bij:
- Meeùs Groep te Breda
- Stichting Synvest Beleggingsfondsen
- TSS Cross Media Group
- Werkgeversvereniging VNO-NCW (per januari 2004)

## Plagiaatcontroverse
In december 2017 bracht Vermeend samen met Rian van Rijbroek het boek Cybersecurity en Cybercrime uit, dat korte tijd later uit de handel werd genomen wegens het ontbreken van bronvermeldingen van artikelen uit onder meer NRC Handelsblad en Wikipedia. Hij erkende in een interview dat hij had geconstateerd dat er stukken waren overgenomen zonder bronvermelding en zei de "volle verantwoordelijkheid voor deze stommiteit" te nemen: "Ik had dat moeten controleren". Onduidelijk is of Vermeend of Van Rijbroek de passages in het boek had gezet.
Naar aanleiding van deze ophef werd bij de Open Universiteit, zijn werkgever, een klacht tegen hem ingediend wegens vermoeden van plagiaat. Het bestuur van de Open Universiteit stelde na onderzoek vast dat de klacht 'ongegrond' was en dat er door Vermeend geen plagiaat was gepleegd.
- Bibsys: 99021126
- Bibliothèque nationale de France: cb16162747g (data)
- Gemeinsame Normdatei: 141170956
- International Standard Name Identifier: 0000 0001 0871 5498
- Library of Congress Control Number: n79035125
- NARCIS: PRS1297852
- Nationale Bibliotheek van Israël: 987007430047805171
- Nederlandse Thesaurus van Auteursnamen: 068477295
- Parlement.com: vg09llnzbwu2
- Système universitaire de documentation: 127018271
- Virtual International Authority File: 13583330
- WorldCat: E39PBJr3mj8bRHkxTk39g9gFrq